# 菅野しろうのアナログ情報バラエティ しろバラ
菅野しろうのアナログ情報バラエティ しろバラ（すがのしろうのアナログじょうほうバラエティ しろバラ）は、2010年10月5日から2011年3月31日にかけて、火 - 金曜の19時から21時(JST)まで、文化放送で放送されたワイド情報番組である。

## パーソナリティ
- 菅野しろう（菅野詩朗。文化放送アナウンサー）

## アシスタント
- 有馬香

## 番組の内容
デジタル時代に付いていけない中高年に向けて送る、菅野しろうの初の本格的なワイド番組である。
テーマは、「昭和」を前面に押し出す。主なコーナーとして、ゲストコーナー「しろバラの館」、昭和の名曲を掛ける「しろバラ　アナログ歌劇団」
リスナーと菅野が、対抗戦形式で対決する、クイズコーナー「クイズ　しろバラ　コロッセオ」、「おのまとぺ短歌」コーナーなどがある。
内包番組として、『ドクター中川の聴くクスリ』がある。
2010年10月に終了した『玉川美沙 たまなび』で行われていた「たまなびファーム」に関しては、菅野が引き継ぎ、菅野自身が、玉川に代わって出張した縁もあって、当番組で継続している。
当初、プロ野球の開幕前日の3月24日に終了予定だったが、3月11日に発生した東日本大震災によりプロ野球開幕が延期になったため、終了の目処がつかず、会議の結果、菅野と有馬が契約していた3月31日まで延長され終了した。

## タイムテーブル
- 19:00：オープニング
- 19:05：しろバラ ニュース給湯室 ナウ!?
- 19:10：文化放送天気予報、交通情報
  - この時間帯の交通情報のみ、道路交通情報と渋滞情報を伝えた後、警視庁交通管制センター担当女性キャスターの郡山、青山と、菅野の短いやり取りがある。基本的に、菅野が郡山or青山両人に対して、質問をして、二人が、それに答える形である。
  - 時折、菅野の質問に、二人が返答に困る事があり（下ネタやオヤジギャグなどが多い）、それを傍から聴いている有馬が、菅野に突っ込みを入れるのが、お約束である。
- 19:14：しろバラ シーズン真っ最中!
  - 火曜：10円玉で、レポート中!（担当：高橋将市）
  - 水曜：エンタメトピック・花盛り オリコン記者 お取り込み中?!
  - 木曜：dancyuのおいしい話（〜2011年3月17日）
  - 金曜：あなたに夢中! ハマ女スタイル
- 19:27：文化放送 ネットショップ
- 19:30：しろバラ アナログ歌劇団
- 19:37：しろバラ ガーデン
  - 火曜：眉唾 民間療法（〜2010年12月27日）→検証! メディカル都市伝説（2011年1月3日〜3月8日）
  - 水曜：TANITA 健康の木
  - 木曜：ドクター中川の聴くクスリ（担当：中川恵一、伊藤佳子）
  - 金曜：生活の基本 家事っちゃお〜!!
- 19:53：文化放送交通情報
- 19:54：メッセージ紹介
- 20:00：しろちゃんと対決! クイズ しろバラ コロッセオ
- 20:10：文化放送ニュース
  - 担当アナウンサーはアナウンス部所属では無く、報道スポーツ制作部所属のスポーツアナウンサーが担当する。
  - これは、当番組が制作部では無く、報道スポーツ制作部の製作であることによるもの（この流れは『文化放送ライオンズナイター』の実況中継の無い日と雨天時の中継休止の際に放送する、各ワイド番組から続いている）。
- 20:13：こちら 文化放送報道部 ニュース最前線
  - 文化放送の報道スポーツ制作部所属の報道記者が出演。その日に起こった事件、事柄について、掘り下げる形で紹介する。
  - 報道記者の出演ローテーションは必ずしも一定していないが、火〜金曜の間、鈴木敏夫（報道スポーツ制作部デスク）、鈴木光裕、永野景子、石森則和が出演する機会が、比較的多い。
  - このコーナーは2011年度の『文化放送ライオンズナイター』の実況中継予定の無い日に放送される情報番組『セットアップ』にも、コーナータイトルもそのままに引き継がれている。
- 20:25：しろバラの館
  - 水曜：しろバラ 胸キュン リクエスト
  - 金曜：おいしくCO2ダイエット! 旬SUN 旬SHOW大作戦!!（〜2011年2月25日）
  - コーナー終了後は「しろバラの館 アネックス」として、「おのまとぺ短歌」コーナーを、火 - 木曜に放送している。
  - スペシャルウィーク期間中は、スペシャル拡大版「べらべら おのまとぺ」コーナーとして、放送される。それ以外の時期でも、不定期で放送する事がある。
- 20:40：すぽバラ!
  - 2010年11月、12月は「箱根駅伝への道」を放送していた。
  - 2011年1月からは「ボウリング復興計画 2011」を放送した。
- 20:49：メッセージ紹介
- 20:54：文化放送交通情報、天気予報
- 20:56：エンディング

## スペシャル番組
- 2011年2月6日に予定されていた『日本大相撲トーナメント第三十五回大会』の実況中継が、大相撲八百長問題を受けて中止になったことを受け[1]、当初の中継予定であった、16:00-17:25の時間帯に、緊急特別番組『しろバラスペシャル 大相撲たっぷり語ります』を放送。番組では、日本相撲協会の臨時理事会の現場からの中継リポートのほか、メッセージテーマを『相撲界＝角界に物申す』に設定して、八百長問題について、FAXやメールを募集した。当日は臨時理事会において、大阪府立体育会館で開催予定だった、「平成23年3月場所」の中止が決定されたため、放駒理事長の記者会見の一部が生中継された。また、菅野は当日、実況を担当する予定となっていた[2]。